# Karl Seith
Karl Gotthold Seith (* 22. Dezember 1890 in Elbenschwand-Langensee; † 10. Februar 1963 in Schopfheim) war ein deutscher Lehrer und Heimatforscher des Markgräflerlandes.

## Leben
Nach dem Besuch der Oberrealschule in Freiburg studierte Seith 1906–1909 am Lehrerseminar in Karlsruhe und trat 1909 in den badischen Schuldienst ein, den er in Riegel begann und dann in Wieslet fortführte. Am Ersten Weltkrieg nahm er als Leutnant teil. Von 1919 bis 1941 war er in Schlächtenhaus-Hofen, Schopfheim und Lörrach als Lehrer tätig – zuletzt als Rektor. In Basel studierte er nebenbei Geschichte, und seine Ausarbeitung „Das Markgräflerland und die Markgräfler im Bauernkrieg des Jahres 1525“ wurde als „dissertationsreif“ erachtet, aber Seith strebte keine Promotion an.
Seith war vom 1. Mai 1933 bis zum Kriegsende Mitglied der NSDAP. Außerdem war er Mitglied der SA-Reserve, des Nationalsozialistischen Lehrerbunds, der Nationalsozialistischen Volkswohlfahrt (NSV) und des Reichskriegerbunds. Von 1941 bis 1944 arbeitete er als Dozent an der nationalsozialistischen Lehrerbildungsanstalt in Karlsruhe. 1944 wurde er als Offizier zum Kriegsdienst einberufen. Nach dem Krieg wurde er 1946 aus dem Schuldienst entlassen, da er als überzeugter Nationalsozialist angesehen wurde. Seith dokumentierte dies auch selbst in Publikationen, wie z. B. ein Blick in das Markgräfler Jahrbuch 1940/41 zeigt. Aufgrund seiner im Mai 1947 eingelegten Berufung wurde er im Oktober 1948 bei der Entnazifizierung als Mitläufer eingestuft und wieder als Lehrer eingestellt, wobei auch dann noch der Vorwurf der Unbelehrbarkeit erhoben wurde. Er ging 1953 in den vorzeitigen Ruhestand. Noch 1961 publizierte er in der Zeitschrift Das Markgräflerland einen Artikel über den nationalsozialistischen Erziehungswissenschaftler Ernst Krieck, den er verehrte.

## Heimatforscher
1929 initiierte Seith die Gründung der Arbeitsgemeinschaft zur Pflege der Geschichte des Markgräflerlandes, welche die Zeitschrift Das Markgräflerland herausgab, deren Schriftleiter Seith (mit Unterbrechung von 1942 bis 1951) bis zu seinem Tod (1963) blieb.
Am 30. November 1935 wurde er auf Veranlassung von Karl Obser korrespondierendes Mitglied der Badischen Historischen Kommission, einer der Vorgänger-Organisationen der Kommission für geschichtliche Landeskunde in Baden-Württemberg, bei der er im Gründungsjahr 1954 ebenfalls korrespondierendes Mitglied wurde.
Seith war auch am Aufbau des Heimatmuseums in Schopfheim maßgeblich beteiligt.

## Ehrungen
1961 erhielt er die Johann-Peter-Hebel-Plakette der Gemeinde Hausen im Wiesental.

## Herkunft, Ehe und Nachkommen
Seith wurde als Sohn des Hauptlehrers Gotthold August Seith (1864–1946) und der Maria Elisabeth Friederike, geb. Langenegger (1863–1946) geboren. Er heiratete 1916 Elsa Maria Thimig, mit der er vier Kinder hatte.

## Schriften
Seith hat rund 300 Beiträge in Zeitschriften, Zeitungen und Jahrbüchern publiziert. Nachfolgend kann nur eine kleine Auswahl aufgeführt werden. Sein bedeutendstes Werk auf dem Niveau einer Dissertation ist die Schrift über den Bauernkrieg.
- Das Kloster Weitenau. In: Badische Heimat, 10, 1923, S. 42–49. Internet Archive
- Das Markgräflerland und die Markgräfler im Bauernkrieg des Jahres 1525. Karlsruhe 1926.
- Wesen und Bedeutung der landständischen Einrichtung des Markgräflerlandes am Ausgang des Mittelalters. In: Basler Jahrbuch 1927. S. 147–166. www.baslerstadtbuch.ch
- Die Burg Rötteln im Wandel ihrer Herrengeschlechter. In: Das Markgräflerland, 3. Jg. (1931/32) Heft 1, S. 1–30. UB Freiburg
- Die Auswanderung aus dem Markgräflerland nach Siebenbürgen in den Jahren 1742 bis 1751. (zusammen mit Johannes Künzig) 5 Artikel In: Das Markgräflerland, 1940, 1941, 1951, 1952 (Siehe Wikisource)
- Zur Geschichte der Stadt Schopfheim. Hebelgedenken in Schopfheim zur 200-Jahrfeier seines Geburtstages. 1960.
- Die Einwanderung von Schweizern nach dem Dreißigjährigen Krieg. Die Namen aus den Müllheimer Kirchenbüchern. In: Das Markgräflerland, 23. Jg. (1961) Heft 1, S. 103–111.  UB Freiburg
- Der Wandel des Schopfheimer Stadtbildes im Laufe der Jahrhunderte. Schopfheim 1950.